# آرثر ألين (عسكري)
آرثر ألين (بالإنجليزية: Arthur Samuel Allen)‏ هو عسكري أسترالي، ولد في 10 مارس 1894 في Hurstville, New South Wales ‏ في أستراليا، وتوفي في 25 يناير 1959 في سيدني في أستراليا.